# Borja Vidal Fernández Fernández
Pour les articles homonymes, voir Fernández.
Cet article possède un paronyme, voir Borja Fernández.
Borja Vidal Fernández Fernández, né le 25 décembre 1981 à Valdés, est un joueur espagnol de basket-ball jusqu'en 2005 puis de handball évoluant au poste de pivot. Naturalisé Qatarien, il devient vice-champion du monde en 2015 puis participe aux Jeux olympiques de Rio en 2016, terminés à la 8e place.

## Biographie
Avec son physique hors normes (2,06 m pour 119 kg), Borja Fernandez s'est d'abord orienté vers le basket-ball. Jusqu'à ses 21 ans, il a régulièrement figuré dans les différentes équipes nationales, puis il a goûté au professionnalisme durant deux ans, a porté notamment le maillot de la Juventud Badalone et plus tard évolué dans la ligue italienne (Naples). Et puis un jour, alors qu'il évoluait dans le club de basket de Saragosse, il s'est essayé au handball dans le club de la ville, le CAI Aragón.
Sur les recommandations de Valero Rivera (père), directeur technique du club de handball, il quitte définitivement le basket pour le handball en 2005. Il évolue ensuite au BM Algeciras, au Teucro Pontevedra, CBM Torrevieja puis arrive au HBC Nantes en 2011 ou évolue Valero Rivera (fils). À son arrivée, il a souvent constitué une "attraction" du fait de son physique hors normes (2,06 m pour 123 kg et 53 de pointure), mais il est devenu depuis un élément indispensable de l'attaque Nantaise.
Après deux saisons à Nantes, à l'intersaison 2013, son transfert avant la fin de sa troisième année de contrat au Qatar est annoncé. Si dans un premier temps, le club confirme les contacts avec le Qatar mais dément qu'un accord ait été trouvé entre les différentes parties, le transfert de Fernandez pour le al-Qiyadah Handball est finalement confirmé.
Naturalisé qatarien peu de temps après son arrivée, il est sélectionné dans l'équipe du Qatar dirigée par Valero Rivera (père), celui-là même qui l'a incité à devenir handballeur. S'il a participé à la Golden League 2014, l'objectif initial de participer au championnat du monde 2015, organisé justement par le Qatar, a pu être pleinement accompli, le Qatar parvenant à atteindre la finale de la compétition. Retenu aux Jeux olympiques de 2016 mais avec un temps de jeu diminué (40 minutes), il ne participe ensuite pas au championnat du monde 2017.

## Palmarès

### Basket-ball
- Champion d'Espagne des moins de 20 ans : 2001

### Handball
En équipe nationale du Qatar
- Médaille d'argent au championnat du monde 2015,  Qatar
- 8e place aux Jeux olympiques de 2016

En club
- 4e du championnat de France 2011-2012
- finaliste de la Coupe EHF en 2013

## Galerie

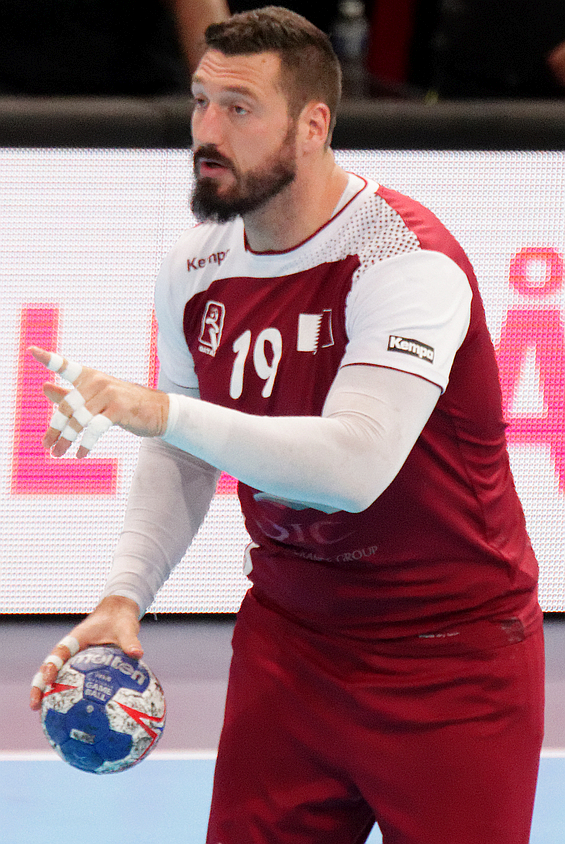
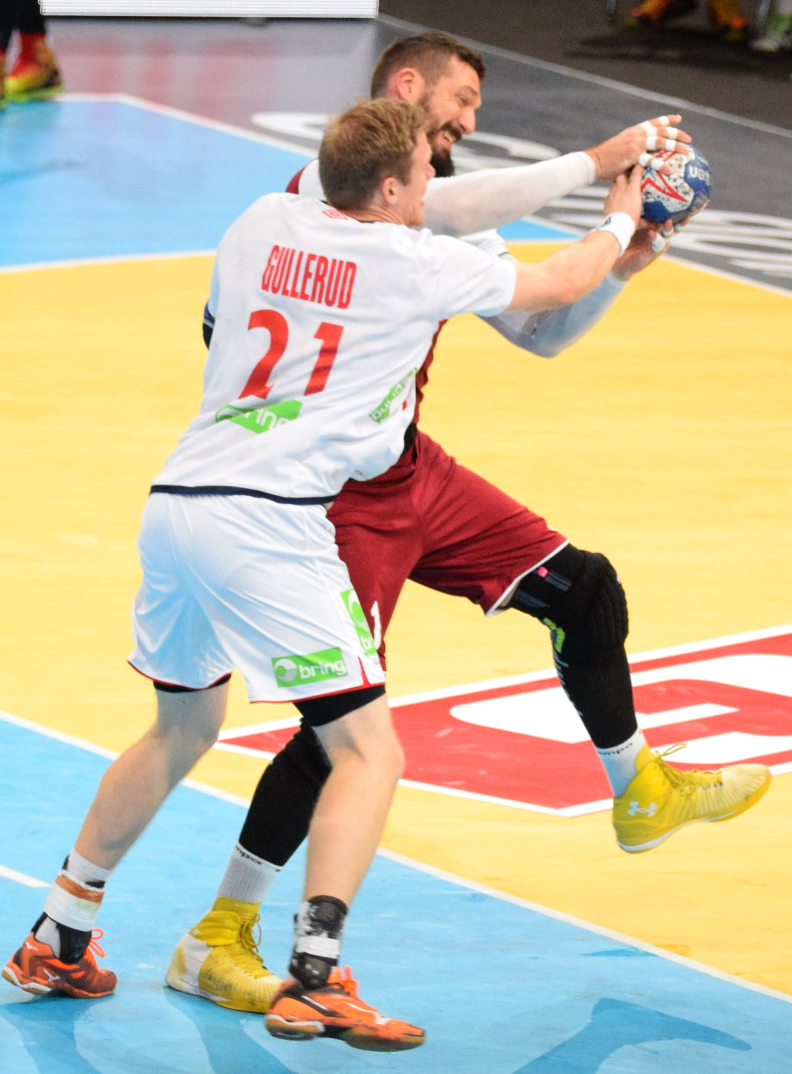
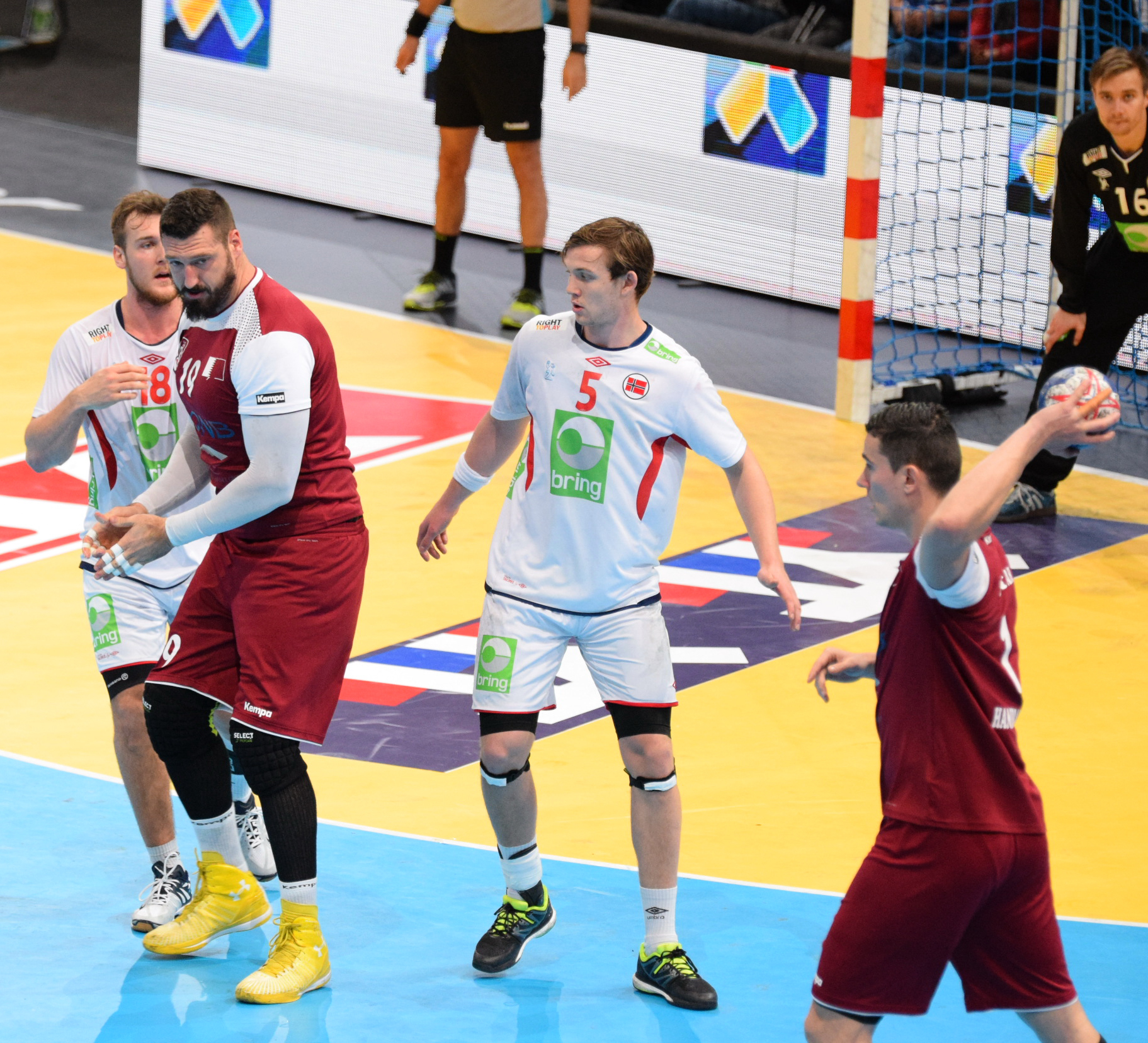
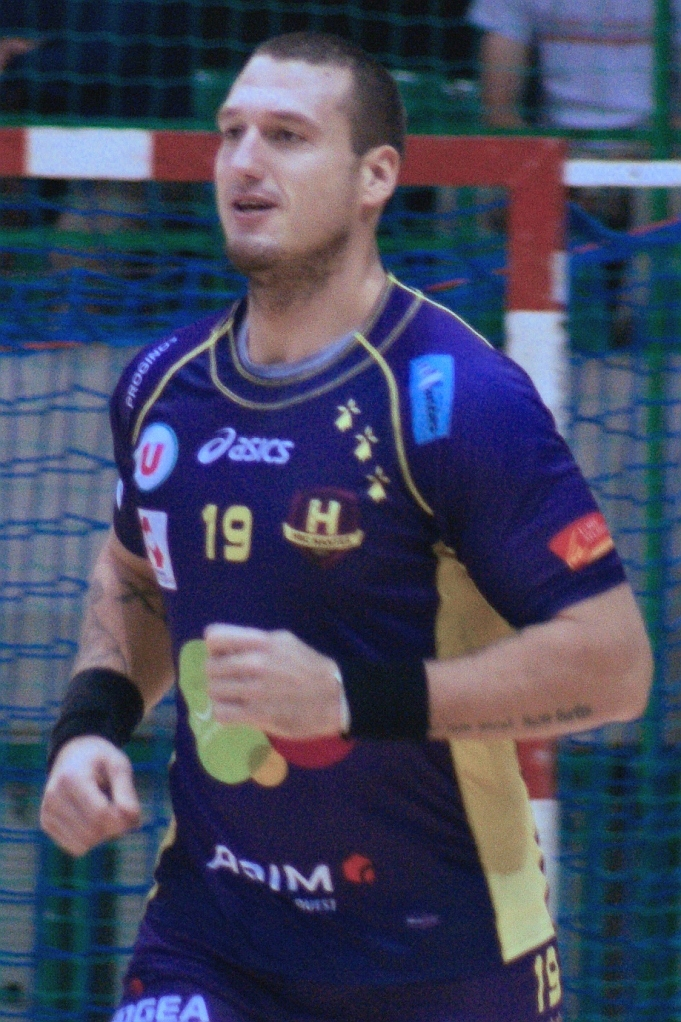